# Referendum sul governo della Guyana francese del 2010
Il referendum sul governo della Guyana francese del 2010 (in francese, ufficialmente, consultation des électeurs de la Guyane en application des articles 72-4 et 73 de la Constitution) è un referendum che si è svolto in Guyana francese il 24 gennaio 2010 per votare sul governo del territorio d'oltremare francese.  Agli elettori è stata data la possibilità di votare sulla fusione del governo regionale e dipartimentale unico in un'unica entità disciplinata dall'articolo 73 della costituzione francese. La proposta è stata accolta con il 57,49% dei voti.
Nella stessa giornata si è tenuto a Martinica un referendum equivalente, anch'esso con risultato favorevole.

## Contesto
Il presidente francese Nicolas Sarkozy ha proposto il referendum dopo aver visitato l'isola caraibica della Martinica nel giugno 2009. I dipartimenti francesi d'oltremare della Martinica e della Guadalupa avevano subito scioperi generali prolungati all'inizio del 2009, a causa dei salari e degli standard di vita più bassi rispetto alla Francia continentale.
Dopo un primo referendum con esito sfavorevole tenuto il 10 gennaio 2010 sul tema dell'autonomia, è stata indetta una seconda consultazione, che ha come proposta la creazione di una collettività e governo unico per la Guyana francese e Martinica in modo da rimpiazzare i governi regionali mono-dipartimentali.

## Esito
| Scelta                                      | Voti   | %     |
| ------------------------------------------- | ------ | ----- |
| Sì                                          | 9 914  | 57,49 |
| No                                          | 7 330  | 42,51 |
| Valide                                      | 17 244 | 93,11 |
| Non valide/bianche                          | 1 275  | 6,89  |
| Totale                                      | 18 519 | 100   |
| Aventi diritto                              | 67 528 | 27,42 |
| Fonte: Ministero dell'interno e d'oltremare |        |       |

## Conseguenze
Con la vittoria del "si", viene attivato il processo per la creazione di una collettività unica che eserciti le competenze di dipartimento e regione. Il consiglio regionale e il consiglio generale vengono sostituiti dalla creazione dell'Assemblea della Guyana francese, eletta nel dicembre 2015 e istituita il 1º gennaio 2016.